# 2e cérémonie des Grammy Awards
La 2e cérémonie annuelle des Grammy Awards a eu lieu au Shrine Auditorium à Los Angeles le 29 novembre 1959.

## Palmarès
| Prix                      | Artiste         | Titre                     |
| ------------------------- | --------------- | ------------------------- |
| Enregistrement de l'année | Bobby Darin     | Mack The Knife            |
| Album de l'année          | Frank Sinatra   | Come Dance with Me!       |
| Chanson de l'année        | Jimmy Driftwood | The Battle of New Orleans |

### Musique classique
| Prix | Artiste                   | Titre                                                           |
| --- | ------------------------- | --------------------------------------------------------------- |
| Best Classical Performance - Orchestra                                                                   | Boston Symphony Orchestra | Debussy: Images For Orchestra                                   |
| Best Classical Performance - Chamber Music (Including Chamber Orchestra)                                 |                           | Rachmaninoff: Piano Concerto No. 3                              |
| Best Classical Performance - Concerto Or Instrumental Soloist (With Full Orchestral Accompaniment)       | Erich Leinsdorf           | Mozart: The Marriage Of Figaro                                  |
| Best Classical Performance - Concerto Or Instrumental Soloist (Other Than Full Orchestral Accompaniment) |                           | Bjoerling In Opera                                              |
| Best Classical Performance - Vocal Soloist (With Or Without Orchestra)                                   | Arthur Rubinstein         | Beethoven: Sonatas No. 21 In C (Waldstein) And No. 18 In E Flat |
| Best Classical Performance - Opera Cast Or Choral                                                        | Arthur Rubinstein         | Beethoven: Sonatas No. 21 In C (Waldstein) And No. 18 In E Flat |

### Autres
| Prix                                                                                        | Artiste                 | Titre                         |
| ------------------------------------------------------------------------------------------- | ----------------------- | ----------------------------- |
| Best Vocal Performance, Female                                                              | Ella Fitzgerald         | But Not for Me                |
| Best Vocal Performance, Male                                                                | Frank Sinatra           | Come Dance With Me            |
| Best Performance By A Dance Band                                                            | Duke Ellington          | Anatomy Of A Murder           |
| Best Performance By An Orchestra                                                            |                         | Like Young                    |
| Best Performance By A Vocal Group Or Chorus                                                 | Mormon Tabernacle Choir | Battle Hymn Of The Republic   |
| Best Jazz Performance - Soloist                                                             | Ella Fitzgerald         | Ella Swings Lightly           |
| Best Jazz Performance - Group                                                               | Jonah Jones             | I Dig Chicks                  |
| Best Musical Composition First Recorded And Released In 1959 (More Than 5 Minutes Duration) | Duke Ellington          | Anatomy Of A Murder           |
| Best Sound Track Album - Background Score From A Motion Picture Or Television               | Duke Ellington          | Anatomy Of A Murder           |
| Best Sound Track Album, Original Cast - Motion Picture Or Television                        |                         | Porgy And Bess                |
| Best Broadway Show Album                                                                    |                         | Redhead                       |
| Best Broadway Show Album                                                                    | Gypsy                   |                               |
| Best Comedy Performance - Spoken Word                                                       | Shelley Berman          | Inside Shelley Berman         |
| Best Comedy Performance - Musical                                                           | Homer and Jethro        | The Battle Of Kookamonga      |
| Best Performance - Documentary Or Spoken Word (Other Than Comedy)                           | Carl Sandburg           | A Lincoln Portrait            |
| Best Performance By A "Top 40" Artist                                                       | Nat "King" Cole         | Midnight Flyer                |
| Best Country & Western Performance                                                          | Johnny Horton           | The Battle Of New Orleans     |
| Best Rhythm & Blues Performance                                                             | Dinah Washington        | What A Diff'rence A Day Makes |
| Best Performance - Folk                                                                     | The Kingston Trio       | The Kingston Trio At Large    |
| Best Recording For Children                                                                 |                         | Peter And The Wolf            |
| Meilleur arrangement                                                                        |                         | Come Dance With Me            |
| Best Engineering Contribution - Classical Recording                                         |                         | Victory At Sea, Vol. I        |
| Best Engineering Contribution - Novelty Recording                                           |                         | Alvin's Harmonica             |
| Best Engineering Contribution - Other Than Classical Or Novelty                             |                         | Belafonte At Carnegie Hall    |
| Best Album Cover                                                                            |                         | Shostakovich: Symphony No. 5  |
| Best New Artist Of 1959                                                                     | Bobby Darin             | Bobby Darin                   |